# Американо-північнокорейські відносини
Американо-північнокорейські відносини — двосторонні відносини між США і КНДР. Дипломатичні відносини між Кореєю і США були встановлені в 1882 році і припинені в 1910 році, після встановлення японського протекторату над Кореєю. Дипломатичні відносини між власне КНДР і США ніколи не були встановлені.

## Історія
У 1882 США і корейська династії Чосон встановили дипломатичні відносини уклавши Договір про мир, дружбу, торгівлю та навігацію, а перший американський дипломатичний посланник прибув в Корею в 1883 році. У 1910 році стартував 35-річний період японського колоніального панування в Кореї. Після капітуляції Японії наприкінці Другої світової війни в 1945 році, корейський півострів було поділено по 38-й паралелі на дві зони окупації. США зайняли південь країни, а Радянський Союз — північ. У 1948 році на території колишньої єдиної Кореї були створені дві країни — Республіка Корея на півдні та Корейська Народно-Демократична Республіка (КНДР) на півночі.
25 червня 1950 північнокорейські війська вторглися у Південну Корею. Під керівництвом Сполучених Штатів коаліція з 16 країн Організації Об'єднаних Націй взяла на себе оборону Південної Кореї. Згодом Китай вступив у війну на стороні Північної Кореї, конфлікт перейшов у затяжну фазу. 27 липня 1953 року закінчилася активна фаза бойових дій, мирний договір так і не був підписаний. Північна та Південна Корея мають складні відносини з часів закінчення Корейської війни. Ці дві країни розділені демілітаризованою зоною. У післявоєнний період корейські влади обох країн неодноразово висловлювали своє бажання возз'єднання, але до 1971 року уряди двох країн не мали прямих і офіційних контактів. Сполучені Штати підтримують мирне возз'єднання Кореї на умовах, прийнятних для корейського народу і визнають, що майбутнє Корейського півострова — в руках його населення. Сполучені Штати вважають, що конструктивний і серйозний діалог необхідний між Північною і Південною Кореєю для вирішення наявних проблем. Прагнення Північної Кореї розвивати ядерну програму і наявні в цій державі порушення прав людини не сприяють її інтеграції до міжнародного співтовариства.
У 1994 році Сполучені Штати і Північна Корея домовилися про план дій щодо денуклеаризації Корейського півострова. У 2003 році Сполучені Штати запропонували провести багатосторонні переговори з північнокорейської ядерної проблеми. Відтоді проведено кілька раундів шестисторонніх переговорів. Хоча Північна Корея часом заявляла, що буде робити кроки до денуклеаризації, але її подальші дії, такі як запуски ракет та ядерні випробування, не є відповідними. Сполучені Штати закликали Північну Корею зробити конкретні кроки в напрямку денуклеаризації, виконувати положення спільної заяви шестисторонніх переговорів, дотримуватися норм міжнародного права, включаючи резолюції Ради Безпеки ООН 1718 і 1874, припинити провокаційну поведінку, а також вжити заходів для поліпшення відносин з сусідами.
У 2016—2017, після багатоетапних ядерних випробувань у Північній Кореї, назріває новий виток погіршень взаємовідносин з США та іншими сусідами. Так, представник Міноборони Південної Кореї заявив про можливі плани Сеула з протидії ядерній загрозі КНДР у вигляді превентивного удару, сама ж КНДР починає погрожувати завдати превентивний ядерний удар по США і Південній Кореї у разі загрози для безпеки країни. При політиці утримання від конфлікту Китаю, 
Японія, Південна Корея і США почитають спільні навчання щодо протидії можливій загрозі та перехвату ракет КНДР.